# Yukito Nishii
Yukito Nishii (西井 幸人 Nishii Yukito?,  Prefectura de Saitama, Japón, 14 de junio de 1995) es un actor japonés, afiliado a Watanabe Entertainment. Nishii es principalmente conocido por su rol de Shūya Watanabe en la película Confessions. Actualmente forma parte de los grupos actorales D2 y D-Boys.

## Biografía
Nishii nació el 14 de junio de 1995 en la prefectura de Saitama, Japón. Desde una edad temprana numerosos cazatalentos intentaron reclutarlo en la calle, pero rechazó todas las ofertas debido a su falta de interés. No fue sino cuando era estudiante de primaria que comenzó a interesarse en el mundo del entretenimiento y decidió incursionar en dicha área para "hacer algo diferente que los demás". En 2008, a la edad de doce años, Nishii audicionó en la quinta audición del grupo actoral D-Boys y ganó el gran premio, convirtiéndose en el ganador más joven en la historia de D-Boys. En julio de 2009, Nishii se convirtió en miembro fundador de la subunidad D2.
Debutó como actor en 2010 interpretando el personaje principal de Ciel Phantomhive en el musical Kuroshitsuji: Sen no Tamashii to Ochita Shinigami, la segunda adaptación a musical del manga Kuroshitsuji. Nishii reemplazó al actor Shōgo Sakamoto, quien había interpretado a Ciel en el primer musical en 2009. Ese mismo año, obtuvo su primer papel en una película, Confessions, donde interpretó a Shūya Watanabe, un estudiante de secundaria acusado de asesinar a la hija de su profesora.
En 2012, le dio voz al personaje de Ame en la película animada Ōkami Kodomo no Ame to Yuki, siendo este su debut como seiyū. Nishii también ha tenido algunos otros roles importantes en películas y series de televisión, siendo estos el de Yūki Misaki en Suzuki-sensei, Senri Nakao en Hana Kimi Remake, Yukito en Pole Dancing Boys y Kakeru Takagi en Lesson of the Evil, entre otros. En octubre de 2013, D2 se unió a D-Boys y se convirtió en miembro de dicho grupo.

## Filmografía

### Series de televisión
| Año  | Título                                     | Rol              | Notas           |
| ---- | ------------------------------------------ | ---------------- | --------------- |
| 2010 | Chūshingura: Sono otoko, Ōishi Kuranosuke  | Chikara Ōishi    |                 |
| 2011 | Suzuki-sensei                              | Yūki Misaki      |                 |
| 2011 | Hana Kimi Remake                           | Senri Nakao      |                 |
| 2012 | Suzuko no Koi                              | Ryōta Hashiguchi |                 |
| 2012 | Teen Court                                 | Yūichirō Konoe   | Episodio 5      |
| 2012 | Kuro no Onna Kyōshi                        | Junpei Sugimoto  |                 |
| 2013 | Byakkotai: Yabure Zarushatachi             | Shigetarō Ibuka  |                 |
| 2013 | 35-sai no Kōkōsei                          | Teppei Saegusa   |                 |
| 2013 | Higanjima                                  | Pon              |                 |
| 2014 | Shinigami-kun                              | Makoto           | Episodio 5      |
| 2014 | Keiji Yoshinaga Seiichi Namida no Jiken-bo | Riku Masutani    |                 |
| 2015 | Kodzure Shin Hyōe                          | Kōtarō           | Episodio 4      |
| 2016 | Natsume Yadoro-bō Kidan                    | Roku             |                 |
| 2016 | Kamen Rider Ex-Aid                         | Tenma            | Episodios 25-26 |
| 2017 | Denshichi Torimonochō                      | Taichi           |                 |
| 2017 | Aibō                                       | Nao Orisawa      | Episodio 4      |
| 2019 | Koyoshi no Nyōbō                           | Tomekichi        |                 |

### Películas
| Año  | Título                                              | Rol              | Notas |
| ---- | --------------------------------------------------- | ---------------- | ----- |
| 2010 | Confessions                                         | Shūya Watanabe   |       |
| 2011 | Pole Dancing Boys                                   | Yukito           |       |
| 2011 | Moshidora                                           | Yūnosuke Sakurai |       |
| 2012 | Ōkami Kodomo no Ame to Yuki                         | Ame              | Voz   |
| 2012 | Lesson of the Evil                                  | Kakeru Takagi    |       |
| 2013 | Suzuki-sensei                                       | Yūki Misaki      |       |
| 2019 | Tōken Ranbu                                         | Mori Ranmaru     |       |
| 2019 | Ultraman R/B The Movie: Select! The Crystal of Bond | Yukio Tōi        |       |

### Teatro
| Año  | Título                                                | Rol                         | Notas |
| ---- | ----------------------------------------------------- | --------------------------- | ----- |
| 2010 | Kuroshitsuji 2: The Most Beautiful Death in The World | Ciel Phantomhive            |       |
| 2013 | Trump                                                 | Sophie Anderson / Ur Delico |       |
| 2013 | Shinde, Iru                                           |                             |       |
| 2014 | Muimina Hanazono                                      |                             |       |
| 2015 | Super Enterprise                                      |                             |       |
| 2016 | Netorare Munesuke                                     | Saru no Hikojirō            |       |
| 2016 | Oki ni Mesumama                                       | Celia                       |       |